# Araukania
Araukania – kraina historyczna, obecnie należąca do Chile, położona na południe od rzeki Biobío. 
Araukania pozostała poza zasięgiem władzy Hiszpanów, w przeciwieństwie do terenów na północ od tej rzeki, które w 1. połowie XVI wieku zostały podbite, a następnie włączone do Wicekrólestwa Peru. Także po uzyskaniu niepodległości przez Chile (ogłoszonej w 1817), kraj ten utrzymał niezależność aż do 1881, kiedy to przyłączony został do Chile. 
Araukanię zamieszkiwali (i nadal zamieszkują) Indianie z plemienia Araukanów (Mapuczów).